# Johann Engelhart

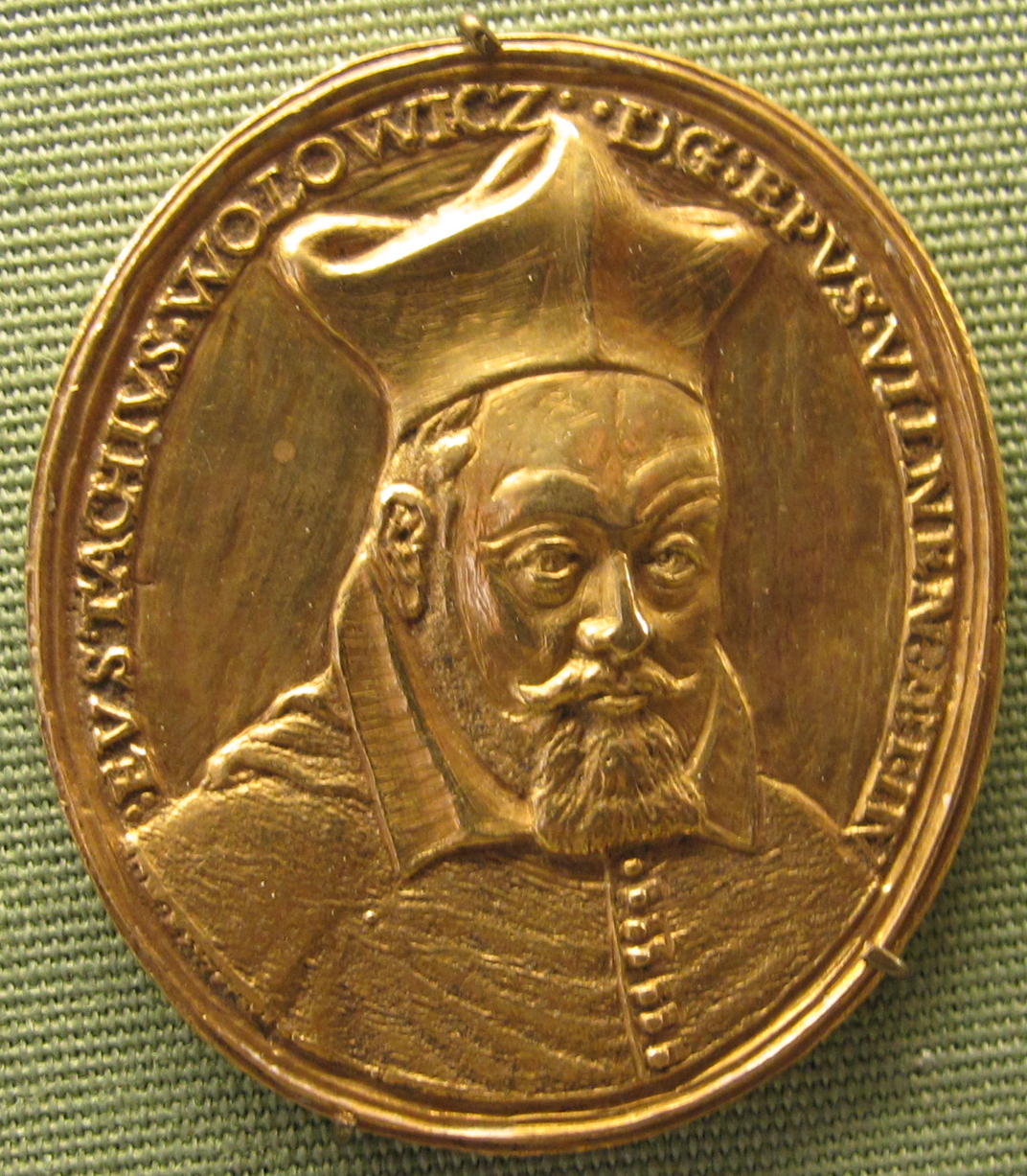
Ovale Goldmedaille, 1626, Bischof Eustachy Wołłowicz

Johann Engelhart (* um 1585; † um 1640) war ein Kupferstecher und Medailleur (Stempelschneider) in Vilnius in Polen-Litauen.

## Leben und Wirken
Von Engelhart sind zwei Medaillenpägungen und ein Kupferstich bekannt. Er signierte mit IOH. ENGELHART oder IE. Teilweise wurden diese Werke auch dem in Breslau tätigen Johann Reinhardt Engelhardt († 1713) zugeschrieben.
- Porträt Bischof Eustachy Wołłowicz von Vilnius, Medaille, 1626 (u. a. in Münzsammlung München, Nationalmuseum Krakau, Münzsammlung Wrocław, Čiurlinios-Kunstmuseum Litauen, Eremitage St. Petersburg)
- Porträt heiliger Andrzej Bobola, Kupferstich, 1629, in Wizerunek szlachcica prawdziwego
- Porträt König Władysław IV. Wasa, Krönungsmedaille,  1634